# Eugénie Rokhaya Aw N’diaye
Eugénie Rokhaya Aw N’diaye, née en 1952 et morte le 3 juillet 2022,  est une des premières  journalistes femmes et spécialistes  de la communication sénégalaises, avec un parcours atypique entre le Sénégal et le Québec.

## Biographie
Né en 1952, son enfance est marquée par les soubresauts de la période de fin de la colonisation française et de mise en place d’un nouvel État. Son père est éducateur spécialisé, affecté par les services de l’administration coloniale à Dakoro, dans la région de Maradi (centre sud du Niger) où il dirige un centre pour l’enfance délinquante. C’est un partisan de Djibo Bakar, un opposant au premier président nigérien  Hamani Diori, un militant proche des courants incarnés dans l’Afrique occidentale par  Kwame Nkrumah, au Ghana ou  Ahmed Sékou Touré en Guinée. Ce père est obligé, dans la période du référendum de 1958 et de  la création de la Communauté française, de partir clandestinement au Niger, temporairement.
Elle effectue des études de philosophie à l’université de Dakar et, passionnée par les arts, commence à contribuer à des journaux comme critique d’art, notamment dans le journal  Dakar-Matin, puis à travailler comme journaliste, profession alors fortement masculine au Sénégal. En 1970, le quotidien Dakar-Matin  devient Le Soleil. En 1976, elle est renvoyée du journal pour des positions contraire à la ligne éditoriale du journal. C’est l’époque du parti unique, puis d’un nombre très restreint de partis autorisés. Les autres organisations politiques sont illégales  et doivent agir clandestinement. C’est dans ce cadre, qu’elle fait l’objet d’une première condamnation, de quelques mois de prison, sous le régime de Senghor, puis une seconde fois de quelques jours sous le régime de Abdou Diouf : « Nous avons vécu la prison avec beaucoup de fierté » affirme-t-elle,.
Avec l’aide du cardinal Hyacinthe Thiandoum, elle retrouve toutefois du travail pour Afrique nouvelle, publication catholique diffusant dans toute l’Afrique de l’ouest et basée à Dakar, et dans l’intervalle, elle intervient comme consultante mais aussi comme responsable francophone de la communication pour la Conférence des Églises de toute l'Afrique, organisation   œcuménique basée à Nairobi, et regroupant notamment les différentes églises protestantes, avec des actions dans le domaine social, et à l’époque dans la lutte contre l’apartheid en Afrique du Sud,.
Pour le quotidien  L'Afrique nouvelle, elle participe à la conférence internationale des femmes de Copenhague en 1980. Dans cette conférence, les contacts avec les Québécoises l’enchantent, « leur manière directe de dire, leur façon d'être », ainsi que leur quête d’identité. Revenue à Dakar, elle assume le secrétariat de l’Association des professionnelles africaines de la communication, et organise un séminaire des femmes journalistes francophones. 
En 1988, elle obtient une bourse d'excellence de la Francophonie qui lui permet de reprendre des études pour une maîtrise en communication à l'université du Québec à Montréal (UQAM). Elle reste 14 ans au Québec, appréciant les échanges et la vie intellectuelle dans cette province, sans envisager pour autant de  devenir citoyenne canadienne. Des missions pour le Programme des Nations unies pour le développement (PNUD)  l’amènent à voyager en Afrique et notamment au Rwanda en 1994, peu de temps après le génocide rwandais. Son mémoire, pour son PhD, en 2001 , porte sur les «Paroles de femmes rwandaises, de la culture du génocide à la culture de la paix, 1994-1999»,,.
Elle est de retour à Dakar en 2002. Elle enseigne au Centre d'études des sciences et techniques de l'information (CESTI), une école de journalisme créée dans les années 1960 avec l'aide de l'UNESCO et rattachée à l'Université Cheikh Anta Diop de Dakar. En 2005 , elle est la première femme à prendre la direction du CESTI, de 2005 à 2011. Elle continue après 2011 à participer à la réflexion sur les médias, la formation des journalistes, l’évolution du journalisme, les relations hommes/femmes, les médias et la violence, etc,.
Elle meurt le 3 juillet 2022 à Dakar, à 70 ans.

### Liens
- Notice dans un dictionnaire ou une encyclopédie généraliste :   - Dictionnaire universel des créatrices